# 130 î.Hr.

## Nașteri
- dată necunoscută: Iulia Caesaris (soția lui Marius)  (d. 69 î.Hr.)